# 分離すれども平等
分離すれども平等（ぶんりすれどもびょうどう、英: Separate but equal）とは、アメリカ合衆国憲法における法原理。この法原理においては人種隔離は全ての人々に法の下の「平等な保護」を保障するアメリカ合衆国憲法修正第14条に必ずしも違反していないとされていた。それぞれの人種に提供される設備が同等な物である限り、各州および地方自治体はサービス、設備、公共施設、住居、医療、教育、雇用、そして輸送を「人種」によって分離することを要求可能とされており、これはかつての南部諸州全体を通じた既成事実であった。「分離すれども平等（Separate but equal）」というフレーズは1890年のルイジアナ州の法から派生したものであるが、元の法律のフレーズは「平等であるが分離している（equal but separate）」である。
この法原理は1896年に出されたプレッシー対ファーガソン裁判の最高裁判決で確認され、人種隔離を国家が後援することを可能とした。人種隔離の各法律はこの判決以前から存在していたが、これによって1876年から始まったジム・クロウ時代の各州における人種隔離は強固なものとなり、リコンストラクション期においてアフリカ系アメリカ人の市民権と自由権を制限していた黒人法はジム・クロウ法に置き換わった。

実際には、アフリカ系アメリカ人に提供されている設備が等しいことはほとんど無かった。通常、同等に近いものですらなかったか、あるいは全く存在さえしなかった。例えば、1930年の国勢調査において黒人はフロリダの人口の42パーセントを占めた。だが、1934年-1936年のフロリダ州公共教育省（the Florida Superintendent of Public Instruction）の報告書によれば州内の「白人学校の資産」価値が70,543,000ドルである一方、アフリカ系アメリカ人学校の資産は4,900,000ドルであった。この報告書は「南フロリダの少数の郡（counties）と北フロリダのほとんどの郡においては、多くの黒人学校（Negro schools）が教会、掘っ建て小屋（shacks）、ロッジにあり、トイレ、水道、机、黒板などを備えていない（Station One Schoolも参照）。各郡はこれらの学校を州の資金を調達する手段として利用しているが、それ自体に対して僅かにしか、あるいは全く投資していない」と述べている。当時、アフリカ系アメリカ人のための高等学校教育を提供しているのはフロリダにある67の郡のうち28だけであった。1939年-1940年にはフロリダの白人教師の平均給与は1,148ドルであったが、黒人教師のそれは585ドルであった。
隔離の時代の間の神話は、人種は分離されているが同等の設備を提供されているというものであった。それを信じる者はいなかった。ほぼ例外なく、黒人の生徒たちには劣った建物と教材が与えられた。黒人教育者の給与は一般的に白人教育者より少なく、教室内に詰め込まれる生徒の数は多かった...1938年、ポンパノ（Pompano）の白人学校全体では生徒25人につき1人の教師がいたがポンパノ有色人種学校では54人の生徒に対し教師1人であった。ハモンドヴィル学校（the Hammondville School）においては、1人の教師が67人の生徒を担当していた。
「分離すれども平等」な設備は1954年のブラウン対教育委員会裁判と共に始まった最高裁長官アール・ウォーレンの下での最高裁判所による一連の判決において違憲（unconstitutional）であることが判明した。しかしながら、その後の人種隔離諸法・習慣の撤廃は連邦法（特に1964年公民権法）と多くの法廷闘争が関わり、1950年代、1960年代、そして1970年代の大半を通じて続く長い道のりであった。

## 背景
1865年、南北戦争によって憲法修正第13条が承認され、アメリカ合衆国の奴隷制に1つの終焉がもたらされた。戦後、憲法修正第14条は全ての人々に対する法の下の平等な保護を保障し、議会はかつての南部奴隷制社会の統合を支援するために自由人局（Freedmen's Bureau）を設立した。リコンストラクション時代、南部には人種平等を促進する新たな自由と法律がもたらされた。しかし1877年の妥協（Compromise of 1877）によってリコンストラクションが終わり、連邦軍が南部の全ての州から撤退した後、多くの元奴隷主と連合国関係者が選挙に出馬した。憲法修正第14条は全ての人々に対する平等な保護を保障していたが、南部諸州は平等の要件は人種の分離を維持したまま達成することができると強硬に主張した。さらに、南部の州と連邦の裁判所はアフリカ系アメリカ人による憲法修正第14条の権利が侵されたという訴訟を拒否する傾向があり、憲法修正第14条は州の市民権ではなく連邦の市民権に対してのみ適用されると主張した。この拒否はSlaughter-House CasesとCivil Rights Casesによって証明されている。

リコンストラクションが終わった後、連邦政府は人種隔離を個々の州に委ねるという一般的方針を採用した。この方針の1つの例は第2次モリル法（1890年のモリル法）である。南北戦争が終結する前、モリル・ランドグラント法（1862年のモリル法）は各州の高等教育のための連邦資金を各州議会に詳細を委ねた上で提供した。1890年のモリル法は人種隔離を制度化した17の州の「分離すれども平等（separate but equal）」な法的概念を暗黙のうちに容認した。
この法律の下において、州（State）または準州（Territory）に学生の入学時に人種または肌の色によって区別される大学の支援および維持のために資金が支払われることはないものとする。しかし、白人と有色人種の学生のために「別々に」大学を設立し維持することは、州または準州が受領した資金が以下に示す通り「公平に（equitably）」分割される場合、この法律の規定に合致するものとする。

## 法原理の確立

### ジム・クロウ法と人種隔離
南北戦争後、南部の白人たちは新しい法律によって脅かされていた黒人に対する優越性を維持し回復することに執着していた。19世紀後半、かつての連合国に参加した多くの州がジム・クロウ法という総称で知られている諸々の法律を採用し、白人とアフリカ系アメリカ人を隔離するよう義務付けた。1885年のフロリダ憲法は分離された教育制度を義務付けていた。テキサス州では法律によって鉄道駅の水飲み場、トイレ、待合室を分離することが定められていた。ジョージア州ではレストランと酒場（taverns）は白人と「カラード」の顧客を同じ部屋で接客することが禁止されていた。そして「人種」毎に隔離された公園、そして同様に隔離された墓地が要求された。これらは多数ある同様の法律から少数を例示したものに過ぎない。
第2次モリル法の制定以前、17の州が黒人をランドグラント大学（land-grant colleges）へのアクセスから排除し、同一の教育機会を提供していなかった。第2次モリル法に対応して、17州は黒人用の分離されたランドグラント大学を設立した。これらは現在、公には歴史的黒人大学（HBCUs、historically black colleges and universities）と呼ばれている。事実としていくつかの州が、仮に学校にその意思があって実施しようとしたとしても、黒人と白人を一緒に教育することを禁止する法律を制定していた（この種の法律の合憲性は1908年のブレア大学対ケンタッキー州裁判、211 U.S. 45 で支持された）。

### プレッシー対ファーガソン裁判
南部の人種隔離において重要な焦点の一つは鉄道車両における白人と黒人の分離であった。その中でも特に重要だったのが1890年に可決されたルイジアナ州の隔離列車法である。この背景にはルイジアナ州の特殊な事情があった。ルイジアナ州は南部諸州の中でも南北戦争前から自由身分の黒人が黒人人口の37パーセントを占めるという特殊な州であり、他の南部の州とは黒人の地位が若干異なっていた。そしてこの中には黒人と白人の1/2混血者（ムラトー）、1/4混血者（クアドルーン）、1/8混血者（オクトルーン）などの混血の「黒人」が多数含まれていた。オクトルーンはもはや外見上白人と区別できない場合が多く、教育機会にも恵まれ、白人としてのアイデンティティを持ち黒人を見下す者も多かった。しかし、隔離列車法はこのオクトルーンたちを「黒人」に貶めるものであり、現実生活においても公共施設の利用制限を課し、最終的には投票権の剥奪にすら繋がりかねないものであった。鉄道車両を白人専用のものと黒人専用のものにわける「分離すれども平等」な隔離列車法に対し、ルイジアナ州の黒人運動家たちはその違法性を裁判で訴え出た。

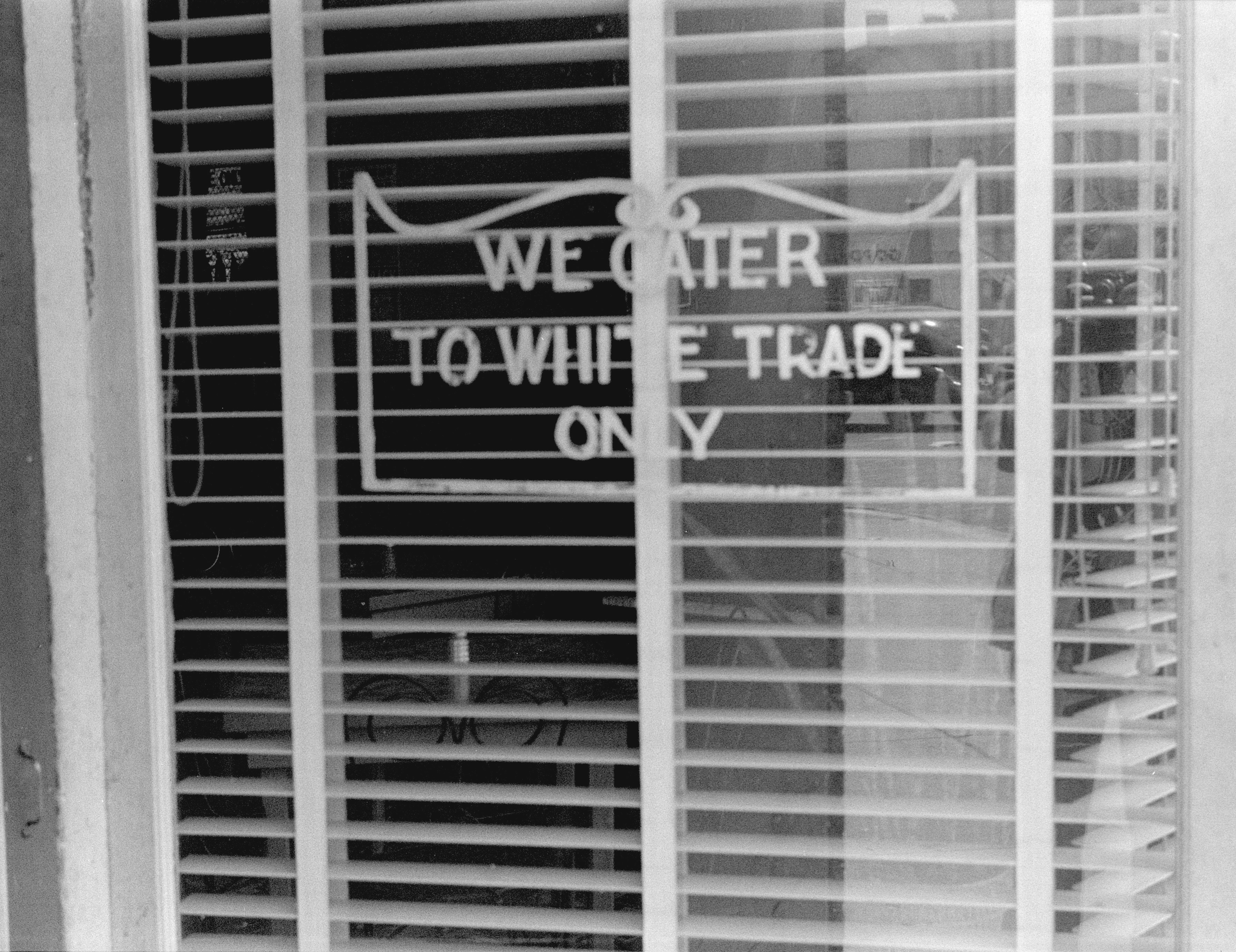
オハイオ州ランカスターのレストラン。1938年。

訴訟のために選ばれたのがオクトルーンのホーマー・プレッシーである。彼の外見はほとんど白人であり、身のこなしも全く勤勉な白人そのものであったことがこの理由であった。1896年、彼はルイジアナ州のニューオーリンズ・コヴィングトン間で白人専用車両に乗車した。列車の乗務員が客席で乗客の切符を集めた。プレッシーはこの乗務員に自分が7/8白人、1/8黒人であることを伝えると、彼はカラード専用車両に移動しなければならないことを伝えられた。プレッシーはカラード専用の席に座ることに憤慨し、すぐに逮捕された。
逮捕されてから1ヶ月後、プレッシーは法廷で判事ジョン・ハワード・ファーガソンの前に立った。プレッシーの弁護士、アルビオン・トゥルギー（Albion Tourgee）は憲法修正第13条と第14条が定めるプレッシーの権利が侵害されたと主張した。憲法修正第13条は奴隷制を撤廃し、第14条は万人に法の下の平等な保護を与えていたはずであった。この裁判はプレッシー対ファーガソン裁判（163 U.S. 537.）と呼ばれる。

プレッシー対ファーガソン裁判における最高裁判決は「分離すれども平等」の法原理を公式化した。この判決は「この州において普通客車（coaches）に乗客を乗せ運ぶ鉄道会社は、同等であるが分離された設備を白人と有色諸人種に提供すること」を要求した。各列車で提供される設備は他の列車のものと同じである必要があり、分離された鉄道車両の運行は認められた。列車はこの規則を遵守することを拒否する乗客へのサービスを拒否することが可能であり、最高裁はこれが憲法修正第13条と第14条に背反しないと判決した。判決文では以下のように述べられている。
子供の教育施設を白人用と黒人用に分離して別々に設置する人種分離教育は、これまで黒人の政治的権利を最も熱心に保護・支援してきた州の裁判所によってさえも、各州がそれぞれ独自に定めることのできる正当な行為とみなされてきた。また、連邦政府の直轄地ワシントン特別区に対しては、連邦議会が同趣旨の人種分離教育法を定めている。この連邦法が道理に反するものでないとするなら、公共交通機関での人種分離を強制または是認する州法もまた、州の正当な立法権の行使として容認されねばならない。
このプレッシー（Plessy）の法原理は1899年のカミング対リッチモンド郡教育委員会裁判（175 U.S. 528）で公立学校における適用も確認された。

## 「分離すれども平等」の破綻と放棄
「分離すれども平等」の法原理は最終的に1954年のブラウン対教育委員会裁判において連邦最高裁によって覆されたが、この判決の要求する変更の実施には長い時間と、論争、そして時に暴力を伴った（Massive resistance、およびサザン・マニフェストも参照）。これは今なお進行中のものと考えることができる（Black Lives Matterも参照）。現代の法理では憲法修正第14条は人種に基づく明示的な分離を禁止していると解釈されているが、人種差別を巡る社会問題は今なお問題となっている（Racial profilingも参照。）

### 破綻に至る経緯
「分離すれども平等」の原理は鉄道車両だけではなく、学校・医療施設・劇場・レストラン・トイレ・水飲み場など全ての公共設備に適用された。しかし、州も議会も法令集（statute books）に「分離すれども平等」を入れてはおらず、この規定の意味するところは非白人に対する平等なサービスの提供は法的に強制することはできないということであった。唯一の可能性のある対応は連邦裁判所に訴え出ることであったが、裁判費用と経費が高くつくため個人にとってこれは論外であった。
「平等」な設備は規定というよりも例外というべきであった。アフリカ系アメリカ人に提供された「平等」な設備と社会福祉は（もしそれが存在していたならば）ほとんど常に白人のアメリカ人に提供されたものより低品質であった。ほとんどのアフリカ系アメリカ人の学校は近隣にある白人学校よりも1人あたりの公的資金が少なかった。彼らは古い教科書を持ち、白人学校で廃棄された機材を使用し、教師たちは低賃金で準備も訓練も受けていなかった。加えて、アメリカ心理学会が実施した研究によれば、若年で隔離された黒人学生は精神に傷を負った。
教育について言えば、実際に高等教育機関を白人用と黒人用に別々に備えることは財政的な負担が大きいことから、実際には白人用のものしか無い州が多かった。テキサスでは、白人専用の州立のロー・スクールが設立されたが黒人用は無かった。既に述べたように、1939年代のフロリダ州の大多数の郡にはアフリカ系アメリカ人の学生のための高等学校がなかった。アフリカ系アメリカ人は白人のみが利益を受けるために使用される地方税を支払わなければならなかった（例としてフロリダA&M病院を参照）。
実際には平等な設備が提供されていない状況が最終的な法原理の破綻へと繋がっていった。1938年のミズーリ州立大学ロー・スクールにおける黒人学生の入学拒否を巡る裁判（Missouri ex rel. Gaines v. Canada、305 U.S. 337〈1938〉）では、「分離すれども平等」の法原理に基づき、同等の黒人専用ロー・スクールが州内に存在しない以上、黒人の入学を拒否できないとされた。テキサス州においても同様の事例に対して訴訟が起こされた（スウェット対ペインター裁判）。これはテキサスの黒人学生、ヒーマン・マリオン・スウェットが州立のテキサス大学法学部への入学を求めた事案であった。テキサス州は訴訟が提起された後、黒人専用のロー・スクールを急遽設置した（現在、これはサーグッド・マーシャル法学校として知られている）が、テキサス最高裁判所での裁判の後に上告を受けた連邦最高裁判所はやはり「分離すれども平等」の法原理に基づき、テキサス州が提供している教育機会は実質的に平等ではないという判断を下し、テキサス州の白人専用及び黒人専用のロー・スクールにおいて「これら２つのロースクール間で自由な選択をなす者が、その問題を大差のないものと考えるだろうと思慮することは困難である」とした。これによってスウェットはテキサス大学法学部に入学することが認められた。
この判決は連邦最高裁が「分離すれども平等」の法原理に基づき、人種別の施設の物的・質的な面においても比較検討する方法を採用したことを示す。最高裁は黒人専用学校が設備などの量的な格差と、卒業生が交流するであろう将来の弁護士たちのほとんどから孤立するという無形の要素によって「同等」であるという要件を満たさないという判断に基づき、大学院教育（graduate education）について考慮した時、無形の要素は「実質的な平等（substantive equality）」の一部であると見做さなければならないとした。同日、マクローリン対オクラホマ州リージェンツ裁判における最高裁判決は、オクラホマ州において教育学の博士号を取得するアフリカ系アメリカ人の大学院生が教室のドアの外で座ることを要求する人種差別法が「分離すれども平等」の要件を満たさないとした。
こうして、「実際に」平等な施設を二重に用意しなければならない状況が生まれると、「分離すれども平等」の法原理は高等教育機関における障害と化した。

### ウォーレン・コート
1953年、アール・ウォーレンが第14代アメリカ合衆国最高裁判所長官に就任した。彼の下で連邦最高裁は一連の平等主義的社会改革を推し進めた。これはウォーレン・コート（Warren Court）と呼ばれる。
1954年のブラウン対教育委員会裁判（347 U.S. 483）では、NAACPの弁護士はプレッシー対ファーガソン裁判で使用された「平等であるが分離している（equal but separate）」というフレーズを法制化された人種差別の慣習として言及した。サーグッド・マーシャル（彼は1967年に黒人初の最高裁判事となる）が指揮するNAACPは「分離すれども平等」という法原理の合憲性に異議を申し立てることに成功した。
ウォーレン・コートでは、プレッシーの判例の下60年間にわたって発展してきた法律を覆すことが採決され、人種別教育を定めたカンザス州法が違憲とされた。ボーリング対シャープ裁判（47 U.S. 497）ではコロンビア特別区における連邦レベルのこのような慣行が違法化された。最高裁長官アール・ウォーレンは最高裁の意見として次のように書いている。
我々は公教育の場において「分離すれども平等」の法原理には依って立つところが無いと結論している。分離された教育設備は本質的に不平等である。従って、我々は原告並びに同様の立場にある訴訟を起こしている者は訴えられている分離を理由として憲法修正第14条によって保障された法律の平等な保護を奪われていると考える。
ブラウンの判決は公教育における「分離すれども平等」の法原理を覆したが、1964年の公民権法によって公共施設とみなされる設備（交通機関、ホテルなど）における人種差別が禁止されるまでにはさらにほぼ10年ほどの時間がかかる。人種統合された教育への移行計画の策定が義務付けられ、「可及的速やかに」、さらには「直ちに」移行するよう求めた執行判決も出されたが、この実現にも相当な時間を要することになる。

さらに、1967年にラヴィング対ヴァージニア州裁判において、ウォーレン・コートはヴァージニア州のanti-miscegenation（反異人種間結婚）法令である1924年の人種保全法が違憲であり、したがってアメリカ合衆国におけるすべてのanti-miscegenation laws（反異人種間結婚法）が無効であると宣言した。最高裁長官アール・ウォーレンは最高裁の多数意見（majority opinion）として次のように書いている。
我々の憲法では、別の人種と結婚する自由、または結婚しない自由は個人に帰するものであり、それを国が侵すことはできない。

### 現代に続く問題
連邦法は大学入学時の人種差別を禁止しているが、歴史的黒人大学の学生の75パーセントから90パーセントはアフリカ系アメリカ人である。1975年、ジェイク・エアーズ・Sr（Jake Ayers Sr）はミシシッピ州が主として白人の公立学校により大きな財政的支援を与えているとして州を提訴した。ミシシッピ州は3つの歴史的黒人大学に17年間で5億300万ドルを支払うことで2002年に和解した。